# Žaškov
Žaškov (ungarisch Zsaskó) ist eine Gemeinde in der Nord-Mitte der Slowakei mit 1621 Einwohnern (Stand 31. Dezember 2024), die im Okres Dolný Kubín innerhalb des Žilinský kraj und zugleich in der traditionellen Landschaft Orava liegt.

## Geographie
Die Gemeinde befindet sich am Südende des Hügellandes Oravská vrchovina zwischen den Bergen Zemiansky diel (758 m n.m.) und Šíp (1170 m n.m.), wobei der zweite schon zur Großen Fatra gehört. Die Ortschaft nimmt eine Tallage entlang des Baches Žaškovský potok bis zur Mündung in die Orava ein. Das Ortszentrum liegt auf einer Höhe von 482 m n.m. und ist 12 Kilometer von Dolný Kubín entfernt.

## Geschichte
Der Ort wurde 1380 nach deutschem Silleiner Recht gegründet und war damals Dewczdorf genannt, 1382 Dewsdorff, 1388 aber schon Zsaskow. Das Dorf gehörte zum Herrschaftsgut der Burg Arwa und wurde von einem Erbvogt verwaltet. Während des Kuruzenkriegs erlitt Žaškov erhebliche Schäden. 1715 zählte man 570 Einwohner, 1778 schon 902 Einwohner und schließlich im Jahre 1828 242 Häuser mit 1.738 Einwohnern. Haupteinnahmequellen waren Landwirtschaft, Haushandwerke, Leinenweberei und Flößerei. Während der ersten tschechoslowakischen Republik arbeitete ein Teil auch im Steinbruch in Párnica. Die erste Schule wurde im Jahr 1794 erwähnt, dann 1861, als das Schulgebäude gegenüber der evangelischen Kirche stand. Das aktuelle Schulgebäude wurde im September 1970 eröffnet.
Lange Zeit war das Dorf nur über eine Furt durch die Orava zu erreichen, ehe 1923 eine Holzbrücke gebaut wurde, die aber hochwassergefährdet war und schließlich 1961 durch eine Stahlbetonbrücke ersetzt wurde.

## Bevölkerung
| Jahr                | 1994 | 2004    | 2014    | 2024    |
| ------------------- | ---- | ------- | ------- | ------- |
| Anzahl der Personen | 1732 | 1705    | 1592    | 1621    |
| Unterschied         |      | −1,55 % | −6,62 % | +1,82 % |

| Jahr                | 2023 | 2024    |
| ------------------- | ---- | ------- |
| Anzahl der Personen | 1641 | 1621    |
| Unterschied         |      | −1,21 % |

Ergebnisse nach der Volkszählung 2001 (1711 Einwohner):
| Nach Ethnie: - 99,82 % Slowaken - 0,12 % Tschechen | Nach Konfession: - 55,99 % evangelisch - 41,15 % römisch-katholisch - 2,34 % konfessionslos - 0,53 % keine Angabe |

## Bauwerke
- Römisch-katholische Kirche aus dem Jahr 1625, im 18. Jahrhundert barockisiert, zur Ausstattung gehört eine Plastik aus dem 16. Jahrhundert
- Evangelische Toleranzkirche aus dem Jahr 1792, mit einer 1890 gefertigten neoromanischen Gestaltung

## Verkehr
Žaškov ist nur über eine Straße 3. Ordnung zu erreichen, mit Anschluss an die Straße 1. Ordnung 70 in Párnica. Der nächste Bahnhof an der Bahnstrecke Kraľovany–Suchá Hora befindet sich ebenfalls dort.

## Söhne und Töchter der Gemeinde
- Štefan Svitko (* 1982), Motorradrennfahrer